# Qinshi (sockenhuvudort i Kina, Hubei Sheng, lat 29,97, long 112,60)
Qinshi (kinesiska: 秦市, 秦市乡) är en sockenhuvudort i Kina. Den ligger i provinsen Hubei, i den centrala delen av landet, omkring 180 kilometer sydväst om provinshuvudstaden Wuhan. Antalet invånare är 23 067. Befolkningen består av 11 273 kvinnor och 11 794 män. Barn under 15 år utgör 14,0 %, vuxna 15-64 år 75 %, och äldre över 65 år 9,0 %.
Runt Qinshi är det tätbefolkat, med 266 invånare per kvadratkilometer. Närmaste större samhälle är Wangqiao, 10,1 km öster om Qinshi. Trakten runt Qinshi består till största delen av jordbruksmark.
Genomsnittlig årsnederbörd är 1 609 millimeter. Den regnigaste månaden är april, med i genomsnitt 233 mm nederbörd, och den torraste är december, med 33 mm nederbörd.